# Good Days
«Good Days» es una canción de la cantante estadounidense SZA. Fue lanzado el 25 de diciembre de 2020 a través de Top Dawg y RCA, y sirve como el primer sencillo de su segundo álbum de estudio SOS (2023). La canción fue escrita y producida por SZA, Jacob Collier (quien comparte ciertas voces adicionales en la canción), Carlos Muñoz, Carter Lang y Christopher Ruelas y mezclada por Shawn Everett.
Tras su lanzamiento, la canción se hizo popular en las plataformas de streaming y se convirtió en el primer top 10 en solitario de SZA en el Billboard Hot 100.

## Antecedentes y lanzamiento
SZA adelantó la canción por primera vez el 15 de julio de 2020 a través de sus historias de Instagram. "Good Days" apareció originalmente al final del video musical de "Hit Different", lanzado en septiembre de 2020, lo que llevó a la especulación entre los oyentes de que serviría como B-side de ese sencillo. El 21 de octubre de 2020, SZA explicó que la canción estaba "en liquidación" para su lanzamiento. Una semana antes del lanzamiento, confirmó que la canción saldría antes de 2021. La canción finalmente se lanzó como una caída sorpresa el día de Navidad de 2020. Tras el lanzamiento, la cantante reveló que comenzó a escribir la canción durante una sesión en el cumpleaños de Carter Lang y "la terminó al azar recientemente".

## Composición
Apodada como una "pista nostálgica", "Good Days" ve a SZA cantando sobre "amor anterior, búsqueda de conciencia y regocijo despreocupado" sobre "riffs teñidos de guitarra", mientras hace uso de su "Voces de ensueño". En comparación con su predecesora, la canción "logra alcanzar un tono mucho más melódico y narrativo que la pone más en línea con su salida CTRL".

## Rendimiento comercial
En los Estados Unidos, "Good Days" entró en el Billboard Hot 100 en el número 38 como el debut más alto de la semana. La canción subió al número 23 la semana siguiente. Más tarde, la canción alcanzó un nuevo pico en el número 9 en el Hot 100, convirtiéndose en el primer sencillo entre los diez primeros como solista de SZA, el segundo top 10 como artista principal después de "All the Stars" y el tercero en total, incluido "What Lovers Do" con Maroon 5. La canción también alcanzó un pico en el número tres en la lista Hot R&B/Hip-Hop Songs y el número siete en el Global 200, su pico más alto en cualquiera de las listas hasta la fecha.

## Videos musicales
Se lanzaron dos videos musicales para "Good Days". Ambos videos fueron dirigidos por SZA.

### Video oficial de fans
El 13 de enero de 2021, SZA tuiteó una solicitud para que los fanáticos enviaran videos de sus "momentos más felices, tristes y MÁS FEOS" a una dirección de correo electrónico, con fecha límite para el sábado a la medianoche. El video de los fanáticos se lanzó el 10 de febrero de 2021 y contó con una compilación de videos enviados por los fanáticos que sincronizaban los labios con la canción, así como los momentos mencionados anteriormente intercalados con imágenes detrás de escena del video oficial.

### Video musical
El 5 de marzo de 2021, se lanzó el video musical oficial. El video tiene lugar con SZA experimentando una experiencia psicodélica inducida por hongos. Presenta escenas de baile de SZA mientras está enterrado de cintura para arriba en un jardín de gran tamaño inspirado en Alicia en el país de las maravillas y pole-dancing en una biblioteca. Jacob Collier aparece en el video como el hombre dentro de la televisión verde. De manera similar al video de "Hit Different", el video termina con un adelanto de una próxima canción, que se volvió viral en TikTok en 2020. El teaser final presenta a SZA bailando en barra en una gasolinera vacía mientras está bañado por una iluminación rosa.

## Créditos y personal
Créditos adaptados de Tidal.
- Solána Rowe - voz, composición, composición
- Jacob Collier - voz, composición, composición
- Carlos Muñoz - composición, composición
- Carter Lang - composición, composición, producción
- Christopher Ruelas - composición, composición
- Loshendrix - producción
- Naciente - producción
- Shawn Everett - mezclador
- Rob Bisel - ingeniería de grabación, producción vocal

## Posicionamiento en listas
| Listas (2021)                               | Mejor posición |
| ------------------------------------------- | -------------- |
| Australia (ARIA)                            | 7              |
| Austria (Ö3 Austria Top 40)                 | 73             |
| Bélgica (Flandes) (Ultratip Bubbling Under) | 2              |
| Bélgica (Valonia) (Ultratip Bubbling Under) | 42             |
| Canadá (Canadian Hot 100)                   | 12             |
| Dinamarca (Tracklisten)                     | 24             |
| Francia (SNEP)                              | 174            |
| Billboard Global 200                        | 7              |
| Irlanda (IRMA)                              | 8              |
| Malasia (RIM)                               | 8              |
| Países Bajos (Mega Single Top 100)          | 39             |
| Nueva Zelanda (Recorded Music NZ)           | 3              |
| Noruega (VG-lista)                          | 15             |
| Portugal (AFP)                              | 30             |
| Singapur (RIAS)                             | 12             |
| Eslovaquia (Singles Digitál Top 100)        | 56             |
| Suecia (Sverigetopplistan)                  | 26             |
| Suiza (Schweizer Hitparade)                 | 39             |
| Reino Unido (UK Singles Chart)              | 13             |
| Reino Unido (UK R&B Chart)                  | 5              |
| Estados Unidos (Billboard Hot 100)          | 9              |
| Estados Unidos (Hot R&B/Hip-Hop Songs)      | 3              |
| Estados Unidos (Mainstream Top 40)          | 33             |
| Estados Unidos (Rhythmic)                   | 16             |

## Certificación
| País                                                             | Certificación | Ventas  |
| ---------------------------------------------------------------- | ------------- | ------- |
| Australia (ARIA)                                                 | Oro           | 35,000^ |
| Nueva Zelanda (RMNZ)                                             | Oro           | 7,500   |
| ^ cifras de envíos sobre la base de la certificación por sí sola |               |         |

## Historial de versiones
| Región         | Fecha                   | Formato                    | Etiqueta | Ref.   |
| -------------- | ----------------------- | -------------------------- | -------- | ------ |
| Varios         | 25 de diciembre de 2020 | Descarga digital streaming | RCA      | [ 2 ]  |
| Estados Unidos | 12 de enero de 2021     | Urban adult contemporary   | RCA      | [ 54 ] |
| Reino Unido    | 15 de enero de 2021     | Contemporary hit radio     | RCA      | [ 55 ] |
| Italia         | 29 de enero de 2021     | Contemporary hit radio     | RCA      | [ 56 ] |